# ウィリアム・テイラー・ターナー
ウィリアム・テイラー・ターナー（William Taylor Turner, 1900年9月20日 - 1996年6月）は、アメリカ合衆国の外交官。

## 生涯
1900年に日本の神戸で誕生。父親はメソジスト教会宣教師ウィリアム・パティロ・ターナー (William Pattillo Turner, 1864-1912)、母親はアリス・メイ・テイラー (Alice Mae Taylor, 1867-1955)。ヘンダーソン＝ブラウン大学を卒業。1919年にエモリー大学で学士号を取得。1918年にアメリカ陸軍に所属。
1921年から1923年まで日本の商業学校で教員。1924年4月3日に駐日の通訳研修生として受任。1924年7月1日に等級なしの外交官として受任。1926年7月23日に副領事の地位を受け、1926年8月9日より日本で在横浜副領事。1930年1月3日より日本の在東京大使館で三等書記官。1934年11月9日よりワシントンD.C.で国務省本省勤務。1937年8月2日より日本領関東州で在大連領事。1939年11月20日から1941年12月7日まで日本の在東京大使館で二等書記官。1942年6月3日よりワシントンD.C.で国務省本省勤務。1942年9月22日から1944年8月26日まで海軍省に出向。1945年に陸海軍幕僚大学を修了。1945年10月22日より国務省極東局日本部長。1946年2月20日より中華民国の在重慶領事館で一等書記官兼領事。1946年4月1日より中華民国の在南京領事館で一等書記官兼領事、1948年2月12日に総領事に昇任。1948年2月24日より中華民国で在青島総領事。1949年3月7日よりカナダで在ウィンザー総領事。1950年3月2日よりタイ王国の在バンコク大使館で参事官。1953年4月10日より日本の在東京大使館で参事官。

## リアンクール岩（竹島）論争に関する覚書
1953年11月30日、ターナーは日本と韓国の間で領有問題の生じた竹島に関して、国務省見解のメモランダムを作成した。ターナーはこの文書において、竹島の扱いはラスク書簡の通りであると述べ、仮に韓国がラスク書簡で表明された見解を受け入れられない場合は仲裁裁判ないし国際司法裁判所への付託を希望すると述べた。